# Dance Floor Anthem (I Don't Want to Be in Love)
«Dance Floor Anthem (I Don't Want to Be in Love)» conocida como "Dance Floor Anthem" en el álbum, es una canción por Good Charlotte de su cuarto álbum, Good Morning Revival (2007). Es el segundo sencillo de su cuarto álbum en Norteamérica y Australia. En los episodios de la banda en GCTV, en que la banda sube videos a su we conteniendo detrás de escenas de su estudio de grabación, sesiones de fotos, etc,. diferentes canciones de Good Morning Revival son tocadas de fondo. El 15 de marzo de 2007, el cuarto episodio fue lanzado en la web de Good Charlotte. "Dance Floor Anthem" fue mostrado en el vídeo.
"Dance Floor Anthem" es el tercer 'anthem' que Good Charlotte ha grabado. El primero fue "East Coast Anthem" de su álbum debut, Good Charlotte, y el segundo fue "The Anthem" de The Young and the Hopeless.
El 5 de junio de 2007, en el episodio de TRL, Joel Madden dijo que la canción trataba sobre la experiencia de su relación previa.

## Listado
CD Sencillo:
1. «Dance Floor Anthem (I Don't Want to Be in Love)» (radio edit)
2. «Dance Floor Anthem (I Don't Want to Be in Love)» (álbum versión)
3. «Keep Your Hands off My Girl» (Brass Knuckles remix)
4. «Dance Floor Anthem (I Don't Want to Be in Love)» (music video)

Sencillo Australiano:
1. «Dance Floor Anthem (I Don't Want to Be in Love)» (radio edit)
2. «Dance Floor Anthem (I Don't Want to Be in Love)» (álbum versión)
3. «Keep Your Hands off My Girl» (Brass Knuckles remix)

Ringle:
La canción fue lanzada como ringle el 23 de octubre de 2007.
1. «I Don't Wanna Be in Love» (Dance Floor Anthem)
2. «Keep Your Hands Off My Girl» (Brass Knuckles Re-mix)
3. «The River» (Acústico)
4. «I Don't Wanna Be in Love» (Dance Floor Anthem) Ringtone

## Vídeo musical
El vídeo comienza con una escena de un corazón latiendo en un monitor de televisión, y la escena se convierte en pequeña de la banda en una fiesta, y también en un blanco y naranja corredor tocando sus instrumentos. Esta escena se alterna con escenas de Joel y una mujer en un ascensor. Cuando viene el estribillo, la banda aparece en escenas individuales en una fiesta. Esto transforma en un corredor de nuevo, y luego al elevador de Joel. En la escena de la fiesta, el corredor, una nueva escena de tres enfermeras bailando en un corredor, un nuevo elevador y el monitor de televisión dónde aparece el corazón se rompen a través del estribillo, y luego el vídeo se convierte en escenas individuales de la banda tocando en el elevador. Estas escenas se alternarn hasta el final.

## Certificaciones
| País           | Ventas    | Certificación |
| -------------- | --------- | ------------- |
| Australia      | 70 000    | Platino       |
| Estados Unidos | 1 000 000 | Platino       |

## Posicionamiento
El 8 de julio, la canción se convirtió en el sencillo más famoso en Australia, debutando en el número dos en ARIA Charts. Es el segundo más alto de su carrera en U.S. Billboard Hot 100, dónde alcanzó el número 25. La canción llegó a otros Billboard charts que cualquier otro sencillo de Good Charlotte estando en 11 diferentes listas. 
| Listas (2007)                            | Posición |
| ---------------------------------------- | -------- |
| ARIA Singles Chart                       | 2        |
| Canadian Hot 100                         | 35       |
| Costa Rican Top 40                       | 2        |
| Finnish Singles Chart                    | 10       |
| New Zealand RIANZ Singles Chart          | 11       |
| U.S. Billboard Hot 100                   | 25       |
| U.S. Billboard Adult Top 40              | 24       |
| U.S. Billboard Hot 100 Recurrent Airplay | 25       |
| U.S. Billboard Hot Single Recurrents     | 5        |
| U.S. Billboard Top 40 Mainstream         | 16       |
| U.S. Billboard Pop 100                   | 15       |